# Чеслав Кіщак
Че́слав Ян Кі́щак (пол. Czesław Jan Kiszczak; 19 листопада 1925, с. Рочини — 5 листопада 2015, Варшава) — польський військовий і державний діяч, прем'єр-міністр ПНР з 2 по 24 серпня 1989. Міністр внутрішніх справ ПНР. Член «Військової ради національного порятунку». Член ПОРП.
У лютому 2016 року Президент Польщі Лех Валенса був звинувачений деякими колами у співпраці з польськими комуністичними спецслужбами після того, як у будинку вдови Кіщака Марії знайшли документи. Директор Польського Інституту Пам'яті Народової Лукаш Камінський ствердив, що, на думку експерта-архівіста, вони — не підробка.
Похований на Варшавському православному цвинтарі на Волі.